# AdeZ
AdeZ Fruit & Soja is een merk vruchtendrank.
Het drankje bestaat uit water, vruchtensap, toegevoegd soja-eiwit. Toegevoegde elementen zijn magnesium, vitaminen C, B2 en B6. Het wordt in Nederland verkocht in de smaken mango-perzik, sinaasappel-passie, bosvruchten, aardbei-framboos en limoen-witte-druif.
AdeZ is een product van Unilever en komt oorspronkelijk uit Latijns-Amerika. Daar heet het AdeS. Dat is een afkorting voor Alimento de Soya, vrij vertaald betekent dat ‘levensmiddel van soja’. Het werd voor het eerst in 1988 in Argentinië verkocht. In Nederland is AdeZ sinds 2007 verkrijgbaar.
Per 1 januari 2010 is Adez als merk opgehouden te bestaan, in Nederland. De verkoopcijfers bleven onvoldoende.